# سیرن‌های گاتهام سیتی
سیرن‌های گاتهام سیتی (به انگلیسی: Gotham City Sirens) عنوان یک مجموعه کتاب‌های کامیک آمریکایی به نویسندگی پال دینی و طراحی گیلیم مارچ است که از سال ۲۰۰۹ توسط شرکت دی‌سی کامیکس منتشر می‌شد. از ویژگی‌های این مجموعه می‌توان به برخی از محبوب‌ترین شخصیت‌های مؤنث ساکن گاتهام سیتی، شامل زن گربه‌ای، پویزن آی‌وی و هارلی کویین اشاره کرد. اولین شماره این مجموعه در ژوئن ۲۰۰۹، به عنوان بخشی از مجموعه کمیک بتمن: ریبورن منتشر شد.
کلمه‌ی "Siren" در زبان انگلیسی «آژیر» معنا می‌شود ولی در اسطوره‌شناسی یونان باستان به زنانی گفته می‌شود که در عین زیبا و جذاب بودن، خطرناک و خوفناک هستند و این حقیقت درباره‌ی این سه شخصیت مونث صدق می‌کند.